# Гладкоклюна ани
Гладкоклюна ани, кукувица ани или просто ани (Crotophaga ani), е вид птица от семейство Кукувицови (Cuculidae).

## Разпространение и местообитание
Видът е разпространен в Американските Вирджински острови, Антигуа и Барбуда, Аржентина, Барбадос, Бахамските острови, Белиз, Боливия, Бонер, Синт Еустациус, Саба, Бразилия, Британските Вирджински острови, Венецуела, Гваделупа, Гвиана, Гренада, Доминика, Доминиканската република, Еквадор, Кайманови острови, Колумбия, Коста Рика, Куба, Малки далечни острови на САЩ, Мартиника, Мексико, Монсерат, Никарагуа, Панама, Парагвай, Перу, Пуерто Рико, САЩ, Сейнт Винсент и Гренадини, Сейнт Китс и Невис, Сейнт Лусия, Суринам, Тринидад и Тобаго, Търкс и Кайкос, Уругвай, Френска Гвиана, Хаити, Хондурас и Ямайка.